# Impasse de l'École
L'impasse de l'École est une voie située dans le quartier de Rochechouart du 9e arrondissement de Paris.

## Situation et accès
L'impasse de l'École est desservie à proximité par la ligne 12 à la station Saint-Georges.

## Origine du nom
Elle doit son appellation à la présence d'une école sur son site.

## Historique
Ouverte en 1829 sous son nom actuel, cette voie prit en 1877 le nom d'« impasse Rodier » avant de reprendre le nom d'« impasse de l'École » en 1904.